# 瑟里谢
瑟里谢（法語：Cerisiers，法語發音：[səʁizje] ⓘ）是法国勃艮第-弗朗什-孔泰大区约讷省的一个市镇，位于该省北部，属于桑斯区。

## 地理
瑟里谢（48°8'1"N, 3°29'5"E）面积25.78 平方千米，位于法国勃艮第-弗朗什-孔泰大區约讷省，该省份为法国中北部内陆省份，西接卢瓦雷省，西北接塞纳-马恩省，南至涅夫勒省，东临科多尔省，东北与奥布省接壤。
与瑟里谢接壤的市镇（或旧市镇、城区）包括：维勒谢蒂沃、迪蒙、莱瓦莱德拉瓦讷、沃德尔、沃莫尔。

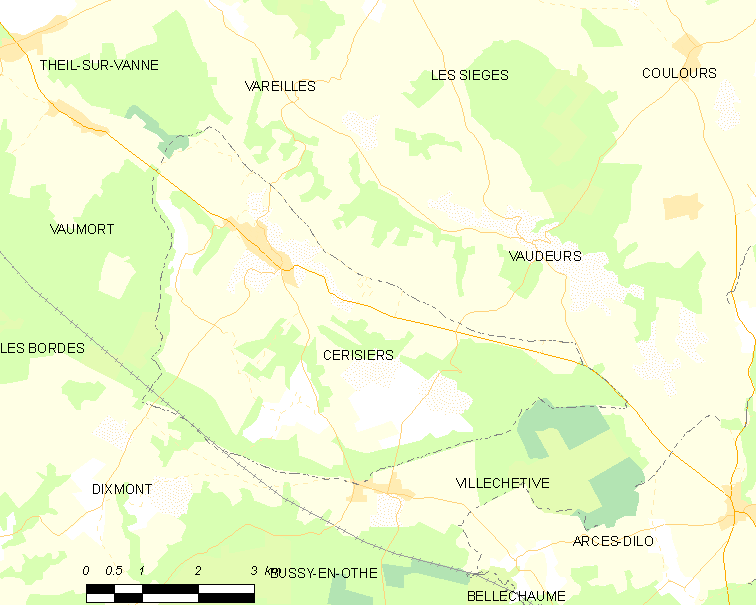
瑟里谢的OSM定位图

瑟里谢的时区为UTC+01:00、UTC+02:00（夏令时）。

## 行政
瑟里谢的邮政编码为89320，INSEE市镇编码为89066。

## 政治
瑟里谢所属的省级选区为阿尔芒松河畔布列农县。

## 人口

1962-2008年间瑟里谢人口变化图示

瑟里谢于2022年1月1日时的人口数量为1002人。